# Ariopsis guatemalensis
Ariopsis guatemalensis е вид лъчеперка от семейство Ariidae. Видът не е застрашен от изчезване.

## Разпространение и местообитание
Разпространен е в Гватемала, Коста Рика, Мексико, Никарагуа, Салвадор и Хондурас.
Среща се на дълбочина от 1 до 11 m.

## Описание
На дължина достигат до 37 cm.